# Schin op Geul vasútállomás
Schin op Geul vasútállomás vasútállomás Hollandiában, Valkenburg aan de Geul községben, Schin op Geul településen.

## Vasútvonalak
Az állomást az alábbi vasútvonalak érintik:
- Aachen–Maastricht-vasútvonal
- Heerlen–Schin op Geul-vasútvonal
- Heuvellandlijn

## Kapcsolódó állomások
A vasútállomáshoz az alábbi állomások vannak a legközelebb:
- Klimmen-Ransdaal vasútállomás (Heerlen–Schin op Geul-vasútvonal, északkelet)
- Wijlre-Gulpen railway station (Aachen–Maastricht-vasútvonal, délkelet)
- Valkenburg vasútállomás (Aachen–Maastricht-vasútvonal, északnyugat)
- Oud Valkenburg railway station (északnyugat, Aachen–Maastricht-vasútvonal)